# آدریانو آلوز
آدریانو آلوز (به پرتغالی: Adriano Leonardo Alves) مهاجم اهل برزیل است که در اسپیریتو سانتو و در تاریخ ۵ ژانویهٔ ۱۹۷۷ به دنیا آمده‌است.